# Тома Милић
Тома Милић (Петровац на Млави, 1875 — Врњачка Бања, 1950) био је један од најзначајнијих бањских лекара који су између два светска рата радили у Врњачкој Бањи. Припадао је генерацији лекара који су медицинске студије завршили у иностранству, па иако су им после Првог светског рата нуђена добра места у Француској, Аустрији и Чехословачкој, враћали су се у земљу, којој су били потребни. Био је члан Удружења бањских лекара и члан Управе Савеза купалишта, бања, климатских места, минералних врела и санаторијума у Краљевини Југославији. У Врњачкој Бањи учествовао је у свим акцијама везаним за здравство.
Пошто је краће време провео на раду у Општој државној болници у Београду, доктор Тома је отишао у свој родни крај, који је био веома заостао и сиромашан, где је за једног младог лекара било доста посла. Уз велике напоре и под тешким околностима, млади лекар се потпуно предао свом позиву. Радећи неуморно, одлазећи и у најудаљенија места да би указао помоћ оболелима, доктор Тома је заборављао на свој одмор тако да је после неколико година и сам озбиљно оболео, услед чега је био приморан да оде на лечење у чувену швајцарску клинику у Давосу. Лечећи се у тој клиници, сањарио је о једном оваквом санаторијуму негде у Србији.
Када се после успешног лечења вратио у земљу, отишао је код свог пријатеља др Добривоја - Гере Поповића, будућег министра здравља, који је био познат као писац многих научних и популарних едиција о здрављу, хигијени и превентиви. Гера Поповић је био и велики пријатељ Врњачке Бање. Пријатељство између Томе Милића и Гере Поповића још јаче је учвршћено када је Тома овог замолио за савет око изградње санаторијума у Врњачкој Бањи.
Тако је 1924. године Врњачка Бања добила једну од најмодернијих грађевина, прву здравствену установу санаторијског типа - санаторијум „Свети Ђорђе“, налик на ону у швајцарском Давосу, где се годину дана раније лечио. Санаторијум је био један од најреперезентативнијих објеката у Бањи у погледу услова лечења и конфора. Собе су биле једнокреветне и двокреветне, исхрана је била дијетална, гости су били под контролом лекара. Поседовао је клавирску собу, читаоницу, међуградски и интерни телефон, хемијску лабораторију и рендген. После Другог светског рата овај санаторијум је национализован и припао заједници (која данас носи назив Специјална болница Меркур) и касније добио нов назив стационар „Мирко Томић“.
Последње године свог живота доктор Тома провео је осамљен и скоро заборављен. Преминуо је 1950. године. Сахрањен је у Врњачкој Бањи.